# Vittore Trincavelli
Vittore Trincavelli (né vers 1496 à Venise, alors capitale de la république de Venise et mort en 1568) est un médecin et philosophe vénitien de la Renaissance.

## Biographie
Vittore Trincavelli entreprend d'abord des études littéraires et philosophiques à Padoue, puis poursuit sa formation par des études médicales qu'il finit à Bologne. C'est seulement après sept ans qu'il retourne à Padoue pour y prendre son bonnet de docteur, et enfin, se retirer dans sa ville natale où il est nommé professeur de médecine en 1551. Il est le successeur de Giovanni Battista Monte et se fait partisan de la médecine grecque antique notamment celle d'Hippocrate. Sa parfaite maîtrise de la langue grecque lui permet de « révolutionner l'enseignement padouan en ramenant ses contemporains à l'étude du Maître de Cos ».
Il a eu comme élève Theodor Zwinger l'Ancien.

## Œuvres

### Œuvres médicales
L'ensemble de ses publications médicales a été réuni en deux volumes à Leyde, en 1586 et 1592, et à Venise en 1599. Elles sont en latin.

### Éditions
- Themistii Orationes, 1534.
- Jean Philopon, 1534.
- Epicteti Enchiridion, 1535.
- Hésiode, 1536 — Les scholies et le texte de cette édition ont été repris dans plusieurs éditions ultérieures[3].

Il a aussi fait des éditions d'Arrien, de Stobée, du Commentaire sur Aristote de Jean le Grammairien, etc.